# Polska Liga Futbolu Amerykańskiego 2010
Polska Liga Futbolu Amerykańskiego w sezonie 2010 – piąta edycja rozgrywek ligowych futbolu amerykańskiego w Polsce (najwyższa w hierarchii klasa rozgrywek ligowych w tej dyscyplinie sportu). Jej triumfator otrzyma tytuł Mistrza Polski. Do rywalizacji przystąpiło 9 drużyn, lecz w trakcie sezonu z rozgrywek wycofała się Zachodniopomorska Husaria a rozegrane przez nich mecze zostały anulowane. W związku z tym, w regulaminie nastąpiły pewne zmiany: rozgrywki były dalej toczone w systemie "wiosna-jesień", pierwsze cztery zespoły awansowały do fazy playoff, ale tylko jedna drużyna walczyła z barażach o utrzymanie w lidze (ostatnia). Dodatkowo, od sezonu 2011, liga ma liczyć 10 zespołów.
Organizatorem i zarządcą rozgrywek PLFA jest Polski Związek Futbolu Amerykańskiego. Inauguracja ligi odbyła się 27 marca, kiedy to zmierzyły się ze sobą drużyny Tigers i Miners. Ogromny sukces odniosła drużyna Devils Wrocław, która jako pierwsza w historii PLFA wygrała wszystkie mecze w sezonie.

## Drużyny zgłoszone do sezonu 2010
1. Silesia Miners (mistrz 2009)
2. The Crew Wrocław (wicemistrz 2009)
3. Warsaw Eagles
4. Pomorze Seahawks
5. Devils Wrocław
6. Kozły Poznań
7. Zagłębie Steelers Interpromex (beniaminek, mistrz PLFA II 2009)
8. Sioux Kraków Tigers (beniaminek, wygrana w barażach z Białystok Lowlanders)
9. Zachodniopomorska Husaria (drużyna zrezygnowała z występu w rozgrywkach z powodów kadrowych - relegacja do PLFA II)

## Sezon regularny

### Tabela fazy zasadniczej
| Lp. | Zespół                        | Ls | Zw | Por | Pzd | Pst | +/-  | Pkt | %Zw   |
| --- | ----------------------------- | -- | -- | --- | --- | --- | ---- | --- | ----- |
| 1   | Devils Wrocław                | 7  | 7  | 0   | 324 | 70  | 254  | 14  | 1,000 |
| 2   | The Crew Wrocław              | 7  | 6  | 1   | 252 | 47  | 205  | 12  | 0,857 |
| 3   | Pomorze Seahawks              | 7  | 4  | 3   | 108 | 122 | -14  | 8   | 0,571 |
| 4   | Warsaw Eagles                 | 7  | 4  | 3   | 105 | 145 | -40  | 8   | 0,571 |
| 5   | Kozły Poznań                  | 7  | 3  | 4   | 100 | 148 | -48  | 6   | 0,429 |
| 6   | Sioux Kraków Tigers           | 7  | 2  | 5   | 91  | 225 | -134 | 4   | 0,286 |
| 7   | AZS Silesia Miners            | 7  | 1  | 6   | 86  | 137 | -48  | 2   | 0,143 |
| 8   | Zagłębie Steelers Interpromex | 7  | 1  | 6   | 72  | 247 | -175 | 2   | 0,143 |

Legenda: kolor zielony - awans do playoff, kolor czerwony - baraże o utrzymanie w lidze, Ls - liczba spotkań, Zw - zwycięstwa, Por - porażki, Pzd - punkty zdobyte, Pst - punkty stracone, +/- - bilans małych punktów, Pkt - bilans dużych punktów, %Zw - procent zwycięstw

## Faza play-off

### Baraż oPLFA 2011
9 października 2010 - Zagłębie Steelers 37:32 1. KFA Wielkopolska

## Mistrz
1. Devils Wrocław (9-0)
2. The Crew Wrocław (7-2)
3. Pomorze Seahawks (4-4), Warsaw Eagles (4-4)

## Nagrody indywidualne
- Najlepszy zawodnik sezonu (MVP) - Krzysztof Wydrowski (Devils)
- Najlepszy zawodnik defensywy - Cornelius Lambert (Seahawks)
- Najlepszy zawodnik ofensywy - Krzysztof Wydrowski (Devils)
- Najlepszy rozgrywający - Krzysztof Wydrowski (Devils)
- Najlepszy skrzydłowy - Daniel Delahoussaye (Devils)
- Najlepszy running back - Jakub Płaczek (The Crew)
- Najlepsza linia ofensywna - Devils Wrocław
- Najlepszy liniowy defensywny - Cornelius Lambert (Seahawks)
- Najlepszy linebacker - Jakub Grabas (Miners)
- Najlepszy defensive back - Krzysztof Wis (Devils)
- Najlepszy kicker - Kamil Ruta (The Crew)
- Najlepszy punter - Dawid Rechul (Tigers)
- Najlepszy returner - Tyrone Landrum (Eagles)